# Christel Schaack

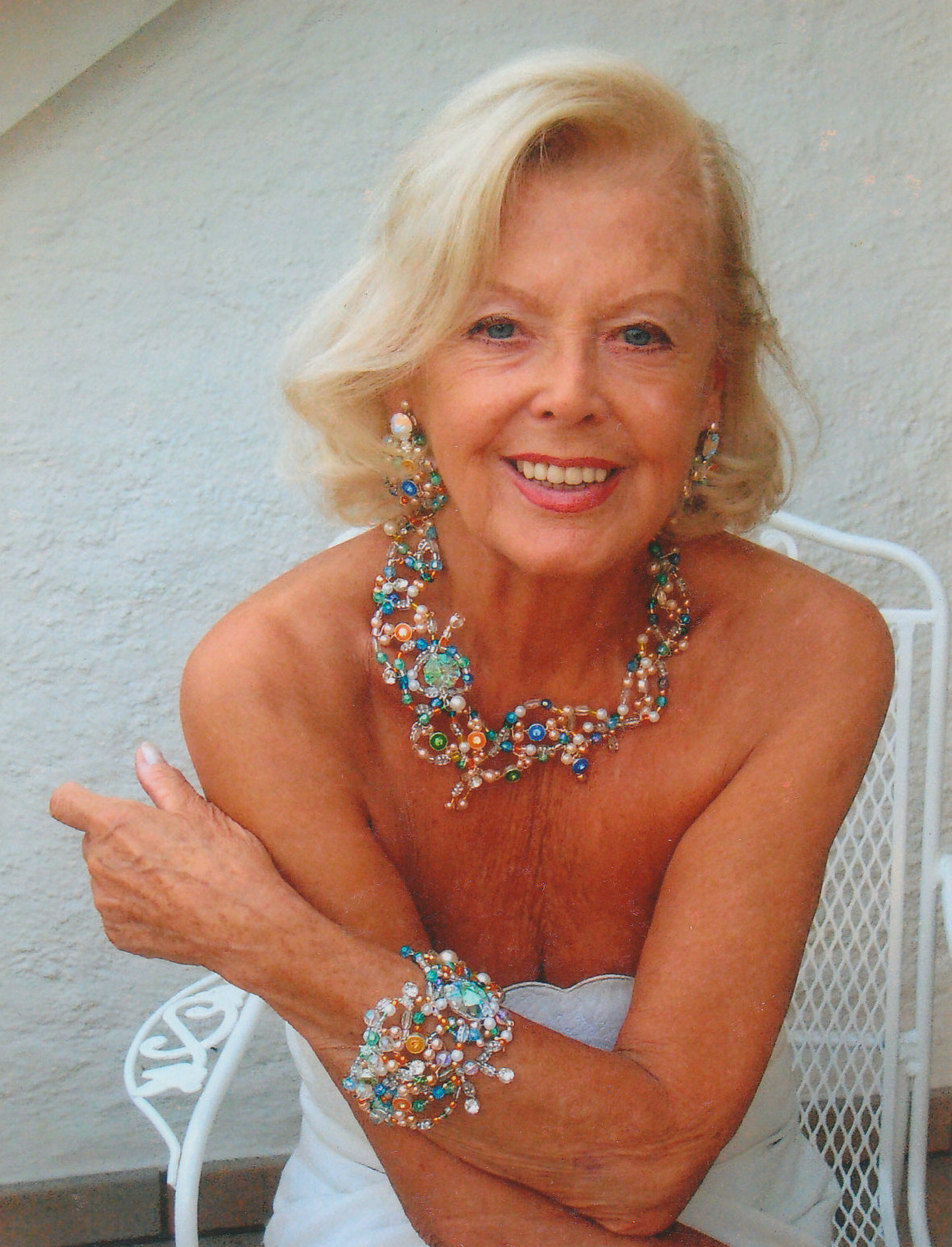
Christel Mattes (2008)

Christel Schaack, verheiratete Mattes (* 24. September 1925 in Berlin; † 15. Oktober 2021 in Bad Homburg), war eine deutsche Schönheitskönigin sowie Mannequin und Fotomodell in den 1950er Jahren. 1953 war sie in einem Modesalon in Berlin beschäftigt.

## Wirken
Am 16. Juni 1953 wurde sie als Miss Berlin im Kurhaus von Wiesbaden zur Miss Germany gekrönt. Dieses Ereignis wurde jedoch kaum zur Kenntnis genommen, ging es doch in der Tagespolitik unter: Nur einen Tag nach ihrer Wahl schlugen sowjetische Panzer den Arbeiteraufstand in der DDR nieder.
1953 nahm sie am 17. Juli in Long Beach (Kalifornien, USA) an der Wahl zur Miss Universe teil. Dabei unterschritt sie die Altersgrenze von 28 Jahren.
Am 20. Juni 1954 wurde sie in Vichy zur Miss Europe gewählt. Zwei Tage später wurde ihr der Titel wieder aberkannt, weil sie nach den Statuten des Comité Miss Europe unverheiratet hätte sein müssen. Christel Schaack war jedoch seit zwei Jahren verwitwet. Sie musste die Krone an die Zweitplatzierte, Danièle Gerault aus Frankreich, abgeben. Da ihre Witwenschaft bei der Wahl zur Miss Germany kein Hinderungsgrund gewesen war und das Komitee niemandem Betrugsabsicht unterstellen konnte, gestand es ihr den inoffiziellen Titel „Miss Europa Honoris causa“ zu.
Von 1958 bis zu seinem Tod 2002 war sie mit dem österreichischen Komponisten, Arrangeur und Dirigenten Willy Mattes verheiratet. Christel Mattes lebte in München, Salzburg und in den letzten Jahren in Bad Homburg. Ihr Sohn Frank Schaack lebt als Unternehmensberater weiterhin in Bad Homburg.

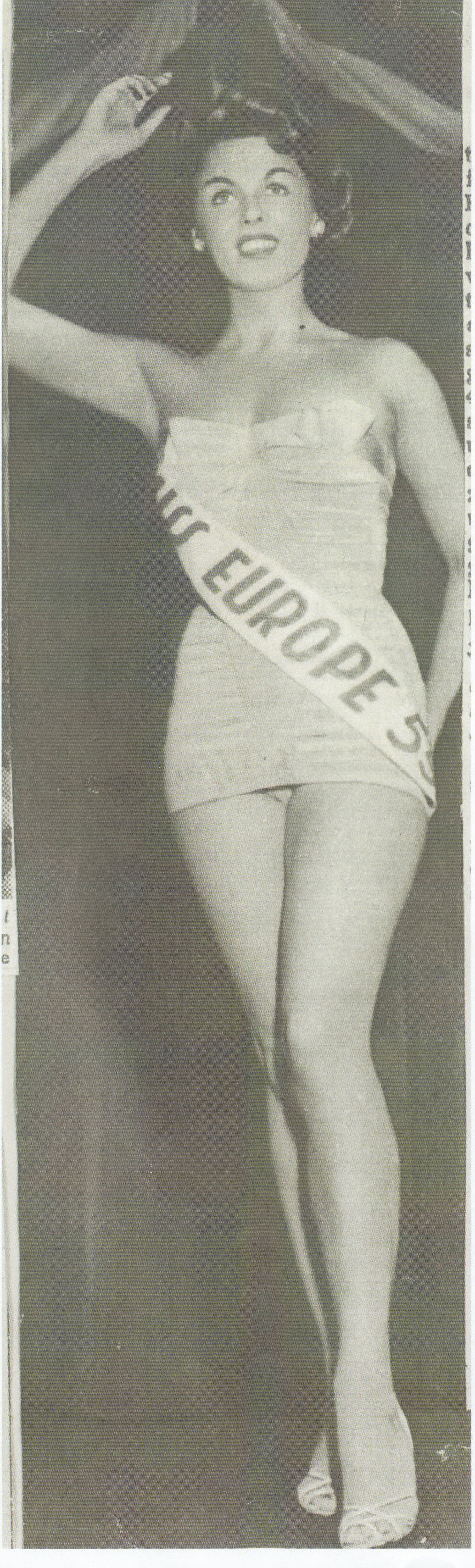
Christel Schaack als Miss Europe 1954